# Ловчая сеть

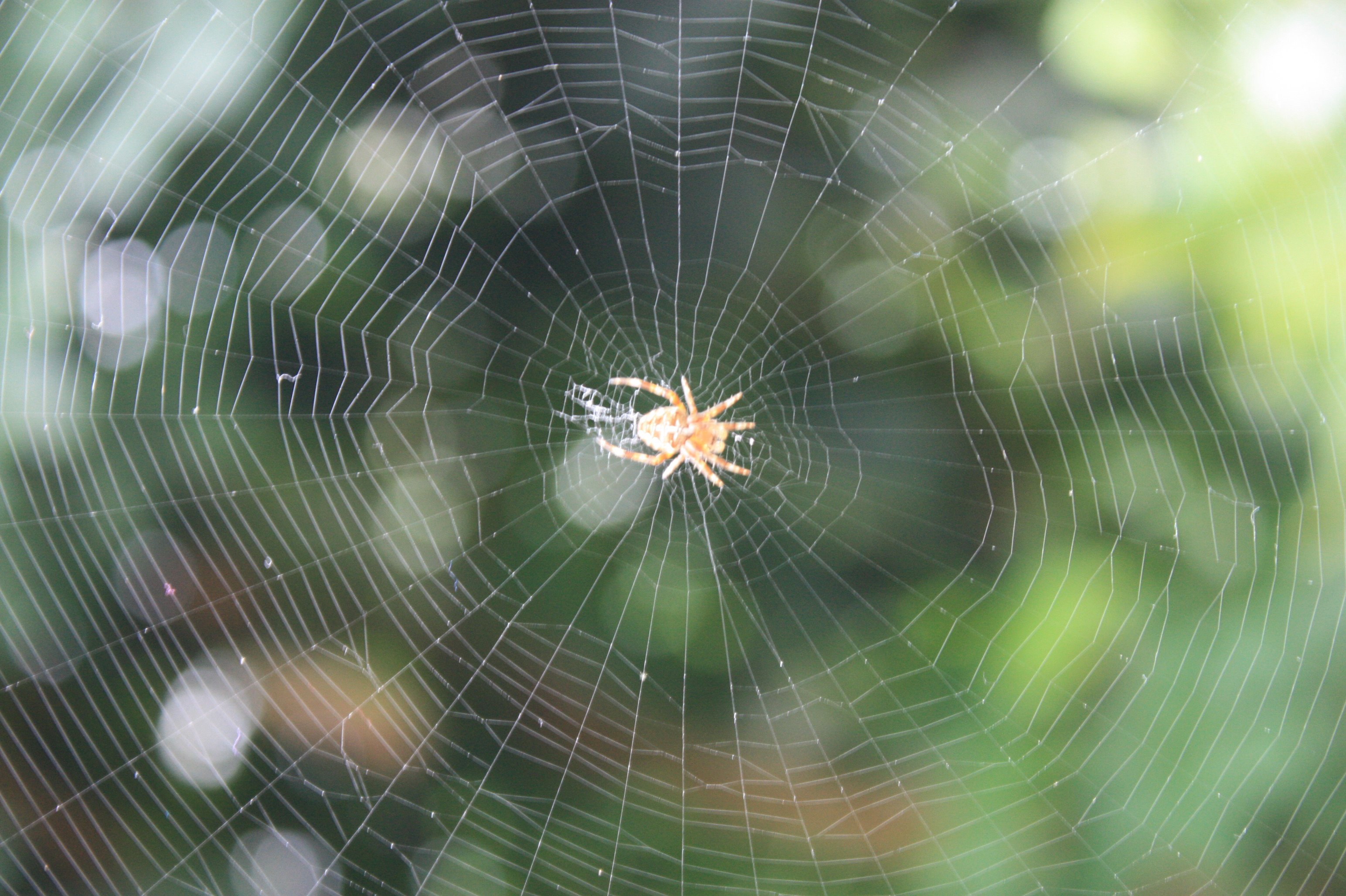
Паук на ловчей сети.

Ловчая сеть — сеть, построенная пауками из паутины, состоящая из ловчей спиральной нити, вспомогательной спирали и радиальной нити.

## Формы сетей
У низших пауков сеть достаточно проста (например, у паука Сизифов теридион), у высших она имеет весьма сложное строение: радиальные жёсткие нити и более мягкие спиралевидные, покрытые мелкими каплями клейкой жидкости. 
Некоторые аранеоморфные пауки (например, из семейства Uloboridae) вплетают в свои ловчие сети хорошо видимые волокна, формирующие рисунок в форме спиралей, зигзагов или крестов. Установлено, что добыча в такие сети попадается чаще. Но такие узоры на паутине также привлекают и хищников, то есть кроме пользы для паука узоры несут и повышенную опасность.
В основном у пауков сеть имеет форму (например, они сплетают её по кругу). У некоторых пауков, например, у каракуртов, сеть неправильной формы.

## Действия пауков
Паук, сплетя свою паутину, либо прячется на ней, либо располагается рядом, держась за особую сигнальную нить. При этом он улавливает вибрации от добычи, которая бьётся, приклеившись к паутине.
Если в сеть попадает посторонний предмет (веточка, листик), паук обследует его, отделяет от паутины и выбрасывает, в случае необходимости восстанавливая повреждения сети.
Большая часть пауков проявляет высокую степень внутривидовой агрессии и не допускает других пауков на свою сеть, защищая её как личную территорию, но у социальных пауков встречаются общие сети, достигающие площади нескольких десятков м².